# Giải bóng đá Hạng Nhì Quốc gia 2008
Giải bóng đá Hạng Nhì Quốc gia năm 2008 là giải thi đấu bóng đá cấp câu lạc bộ cao thứ 3 trong hệ thống các giải bóng đá Việt Nam (sau Giải bóng đá hạng nhất quốc gia Việt Nam 2008 và Giải bóng đá hạng nhất quốc gia Việt Nam 2008). Mùa giải này là mùa giải thứ 12 do VFF khởi xướng và quản lý giải đấu.
Giải diễn ra từ ngày 19 tháng 4 đến ngày 23 tháng 5 năm 2008 với 18 đội bóng (trong đó Đá Mỹ Nghệ Sài Gòn và Quảng Nam là 2 đội xuống từ giải hạng nhất năm 2007 và 2 đội mới lên hạng nhì là Hải An SG United và Xi Măng Hoà Phát). Các đội được chia vào 3 bảng theo khu vực (Bắc, Thành phố Hồ Chí Minh - miền Đông - Cao nguyên và Thành phố Hồ Chí Minh - miền Tây Nam Bộ) đã vòng tròn hai lượt sân nhà và sân đối phương để chọn 3 đội xếp thứ nhất ở mỗi bảng và một đội xếp thứ nhì xuất sắc nhất vào bán kết. Hai đội xếp cuối bảng (thứ sáu) có chỉ số phụ thấp hơn sẽ phải xuống giải hạng ba 2009.

## Thể thức
Tham dự giải năm nay có 18 đội bóng, được chia làm ba bảng theo khu vực địa lý, cụ thể như sau:
- Bảng A: gồm có 6 đội gần khu vực phía Bắc: Hà Tĩnh, Hải An Sài Gòn United, Quang Minh DEC, Quảng Nam, Sara Window và Xi măng Hoà Phát.
- Bảng B: gồm có 6 đội gần khu vực Thành phố Hồ Chí Minh - miền Đông - Cao nguyên: Bình Thuận, CLB Thành phố Hồ Chí Minh, ĐakLak, Lâm Đồng, Ngói Đồng Tâm Long An và TDC Bình Dương.
- Bảng C: gồm có 6 đội khu vực Thành phố Hồ Chí Minh - miền Tây Nam bộ: Bến Tre, Cà Mau, Dược Phẩm Cần Giờ, Đá Mỹ Nghệ Sài Gòn, Kiên Giang và Vĩnh Long.[3]

## Thời gian thi đấu
- Vòng loại:
  - Khai mạc: 19 tháng 4 năm 2008
  - Kết thúc: 23 tháng 5 năm 2008
- Vòng chung kết: Từ 29 tháng 5 đến 31 tháng 5 năm 2008 (Địa điểm tổ chức VCK do BTC giải quyết định)

## Kết quả

### Bảng xếp hạng
| VT | Đội                   | ST | T | H | B | BT | BB | HS | Đ  | Giành quyền tham dự |
| -- | --------------------- | -- | - | - | - | -- | -- | -- | -- | ------------------- |
| 1  | Hải An Sài Gòn United | 8  | 5 | 2 | 1 | 10 | 4  | +6 | 17 | Vòng chung kết      |
| 2  | Quảng Nam             | 8  | 5 | 2 | 1 | 9  | 4  | +5 | 17 | Vòng chung kết      |
| 3  | Sara Window           | 8  | 2 | 4 | 2 | 11 | 10 | +1 | 10 |                     |
| 4  | Xi Măng Hòa Phát      | 8  | 1 | 2 | 5 | 7  | 13 | −6 | 5  |                     |
| 5  | Hà Tĩnh               | 8  | 0 | 4 | 4 | 7  | 13 | −6 | 4  |                     |

| VT | Đội                   | ST | T | H | B | BT | BB | HS  | Đ  | Giành quyền tham dự |
| -- | --------------------- | -- | - | - | - | -- | -- | --- | -- | ------------------- |
| 1  | TP Hồ Chí Minh        | 10 | 6 | 4 | 0 | 11 | 5  | +6  | 22 | Vòng chung kết      |
| 2  | Ngói Đồng Tâm Long An | 10 | 5 | 1 | 4 | 16 | 10 | +6  | 16 |                     |
| 3  | Bình Thuận            | 10 | 2 | 5 | 3 | 8  | 9  | −1  | 11 |                     |
| 4  | TDC Bình Dương        | 10 | 2 | 5 | 3 | 12 | 15 | −3  | 11 |                     |
| 5  | Lâm Đồng              | 10 | 2 | 4 | 4 | 12 | 10 | +2  | 10 |                     |
| 6  | Đắk Lăk               | 10 | 2 | 3 | 5 | 9  | 19 | −10 | 9  |                     |

| VT | Đội                     | ST | T | H | B | BT | BB | HS  | Đ  | Giành quyền tham dự             |
| -- | ----------------------- | -- | - | - | - | -- | -- | --- | -- | ------------------------------- |
| 1  | Nguyễn Hoàng Kiên Giang | 10 | 6 | 3 | 1 | 25 | 8  | +17 | 21 | Vòng chung kết                  |
| 2  | Khatoco Cà Mau          | 10 | 4 | 6 | 0 | 23 | 9  | +14 | 18 |                                 |
| 3  | Dược Phẩm Cần Giờ       | 10 | 4 | 4 | 2 | 19 | 16 | +3  | 16 |                                 |
| 4  | Đá Mỹ Nghệ Sài Gòn      | 10 | 2 | 3 | 5 | 6  | 26 | −20 | 9  |                                 |
| 5  | Vĩnh Long               | 10 | 2 | 2 | 6 | 17 | 21 | −4  | 8  |                                 |
| 6  | Bến Tre                 | 10 | 1 | 4 | 5 | 11 | 21 | −10 | 7  | Xuống thi đấu Giải Hạng Ba 2009 |

### Kết quả chung cuộc
- Lên hạng: Hải An Sài Gòn United, Quảng Nam
- Xuống hạng ba: Bến Tre

## Vòng đấu bảng

### Bảng A
Vòng 1, 19/4/2008
- Hà Tĩnh - Quảng Nam 1- 2
- Sara Window - Hải An SG United 0-1

Vòng 2, 22/4/2008
- Hải An SG United - Xi măng H. Phát 4-1
- Quảng Nam - Sara Window 1-1

Vòng 3, 25/4/2008
- Xi măng Hoà Phát - Hà Tĩnh 2-0
- Quảng Nam - Hải An SG United 0-1

Vòng 4, 29/4/2008
- Hải An SG United - Hà Tĩnh 1-0
- Sara Window - Xi măng Hoà Phát 1-0

Vòng 5, 02/5/2008
- Hà Tĩnh - Sara Window 1-1
- Xi măng Hoà Phát - Quảng Nam 0-0

Vòng 6, 09/5/2008
- Hải An SG United - Sara Window 1-1
- Quảng Nam - Hà Tĩnh 2-0

Vòng 7, 13/5/2008 
- Xi măng Hoà Phát - Hải An SG United 0-1
- Sara Window - Quảng Nam: 0-1

Vòng 8, 16/5/2008
- Hà Tĩnh - Xi măng Hoà Phát 1-1
- Hải An SG United - Quảng Nam 0-1

Vòng 9, 20/5/2008
- Hà Tĩnh - Hải An SG United 1-1
- Xi măng Hoà Phát - Sara Window 2-4

Vòng 10, 23/5/2008
- Sara Window - Hà Tĩnh 3- 3

Quảng Nam - Xi măng H. Phát 2-1

### Bảng B
Vòng 1, 19/4/2008
- Lâm Đồng - Đăk Lăk 5-0
- Ngói Đồng Tâm Long An - Bình Thuận 1-1
- Thành phố Hồ Chí Minh - TDC Bình Dương 1-1

Vòng 2, 22/4/2008
- Bình Thuận - TDC Bình Dương 0-0
- Thành phố Hồ Chí Minh - Lâm Đồng 1-1
- Đăk Lăk - Ngói Đồng Tâm Long An 2-1

Vòng 3, 25/4/2008
- TDC Bình Dương - Đăk Lăk 1-1
- Bình Thuận - Thành phố Hồ Chí Minh 0-1
- Lâm Đồng - Ngói Đồng Tâm Long An 0-1

Vòng 4, 29/4/2008
- Lâm Đồng - Bình Thuận 1-1
- Thành phố Hồ Chí Minh - Đăk Lăk 3-2
- Ngói Đồng Tâm Long An - TDC Bình Dương 1-0

Vòng 5, 02/5/2008
- TDC Bình Dương - Lâm Đồng 3-2
- Đăk Lăk - Bình Thuận 0-0
- Ngói Đồng Tâm Long An - Thành phố Hồ Chí Minh1-2

Vòng 6, 09/5/2008
- Thành phố Hồ Chí Minh - TDC Bình Dương 0-0
- Đăk Lăk - Lâm Đồng 0-0
- Bình Thuận - Ngói Đồng Tâm Long An 2-1

Vòng 7, 13/5/2008 
- TDC Bình Dương - Bình Thuận 1-2
- Lâm Đồng - Thành phố Hồ Chí Minh 0-1
- Ngói Đồng Tâm Long An - Đăk Lăk 4-0

Vòng 8, 16/5/2008
- Đăk Lăk - TDC Bình Dương 2-3
- Thành phố Hồ Chí Minh - Bình Thuận 0-0
- Ngói Đồng Tâm Long An - Lâm Đồng 1-0

Vòng 9, 20/5/2008
- Bình Thuận - Lâm Đồng 1-2
- Đăk Lăk - Thành phố Hồ Chí Minh 0-1
- TDC Bình Dương - Ngói Đồng Tâm Long An 2-5

Vòng 10, 23/5/2008
- Lâm Đồng - TDC Bình Dương 1-1
- Bình Thuận - Đăk Lăk 1-2
- Thành phố Hồ Chí Minh - Ngói Đồng Tâm Long An 1-0

### Bảng C
Vòng 1, 19/4/2008
- Đá Mỹ Nghệ Sài Gòn - Dược Phẩm Cần Giờ 1-0
- Bến Tre - Vĩnh Long 1-1
- Khatoco Cà Mau - Nguyễn Hoàng Kiên Giang 1-1

Vòng 2, 22/4/2008
- Nguyễn Hoàng Kiên Giang - Đá Mỹ Nghệ Sài Gòn 7-0
- Dược Phẩm Cần Giờ - Bến Tre 1-1
- Vĩnh Long - Khatoco Cà Mau 1-1

Vòng 3, 25/4/2008
- Đá Mỹ Nghệ Sài Gòn - Vĩnh Long 1-0
- Nguyễn Hoàng Kiên Giang - Dược Phẩm Cần Giờ 4-0
- Bến Tre - Khatoco Cà Mau 0-3

Vòng 4, 29/4/2008
- Bến Tre - Nguyễn Hoàng Kiên Giang 0-2
- Dược Phẩm Cần Giờ - Vĩnh Long 4-3
- Khatoco Cà Mau - Đá Mỹ Nghệ Sài Gòn 5-0

Vòng 5, 02/5/2008
- Đá Mỹ Nghệ Sài Gòn - Bến Tre 1-1
- Khatoco Cà Mau - Dược Phẩm Cần Giờ 2-2
- Vĩnh Long - Nguyễn Hoàng Kiên Giang 0-2 (03/5/2008)

Vòng 6, 09/5/2008
- Dược Phẩm Cần Giờ - Đá Mỹ Nghệ Sài Gòn 3-0
- Vĩnh Long - Bến Tre 3-0
- Nguyễn Hoàng Kiên Giang - Khatoco Cà Mau 1-1

Vòng 7, 13/5/2008 
- Đá Mỹ Nghệ Sài Gòn - Nguyễn Hoàng Kiên Giang 0-0
- Bến Tre - Dược Phẩm Cần Giờ 2-2
- Khatoco Cà Mau - Vĩnh Long 3-1

Vòng 8, 16/5/2008
- Vĩnh Long - Đá Mỹ Nghệ Sài Gòn 5-1
- Dược Phẩm Cần Giờ - Nguyễn Hoàng Kiên Giang 3-1
- Khatoco Cà Mau - Bến Tre 5-1

Vòng 9, 20/5/2008
- Nguyễn Hoàng Kiên Giang - Bến Tre 2-1
- Vĩnh Long - Dược Phẩm Cần Giờ 1- 3
- Đá Mỹ Nghệ Sài Gòn - Khatoco Cà Mau 1-1

Vòng 10, 23/5/2008
- Bến Tre - Đá Mỹ Nghệ Sài Gòn 4-1
- Nguyễn Hoàng Kiên Giang - Vĩnh Long 5-2
- Dược Phẩm Cần Giờ - Khatoco Cà Mau 1- 1

## Bán kết
3 đội xếp đầu mỗi bảng (Hải An, Thành phố Hồ Chí Minh và Nguyễn Hoàng Kiên Giang) và đội nhì bảng có thành tích cao nhất (Quảng Nam) vào bán kết.
Sân Chi Lăng, 29 tháng 5, 2008
- Hải An - CLB TP HCM 2-1
- Nguyễn Hoàng Kiên Giang - Quảng Nam 1-1, 2-4 (11m)

## Chung kết
| Hải An SGU | 0 - 2      | Quảng Nam                                 |
| ---------- | ---------- | ----------------------------------------- |
|            | (chi tiết) | Nguyễn Quốc Phong 36' · Trần Thanh An 50' |